# 鱼岭水库
鱼岭水库是中国陕西省商洛市丹凤县商镇鱼岭村境内的一座水库，位于老君河上，建于1974年。水库正常库容为770万立方米，集雨面积为238平方千米，海拔为508米。